# Donna Karan
Donna Karan, née Donna Ivy Faske le 2 octobre 1948  à New York, est une styliste américaine, créatrice de la ligne de prêt-à-porter Donna Karan New York puis Donna Karan Hosiery, DKNY ou D by DKNY parmi d'autres. Elle rencontre le succès au milieu des années 1980 dès ses premières collections, avec ses créations « faciles ». Elle est une figure importante du prêt-à-porter américain par sa maitrise des styles de chaque époque qu'elle adapte et réinterprète toujours avec sobriété, sans changer sa ligne directrice de vêtements fonctionnels mais élégants. Depuis 2001, après la cotation en bourse de Donna Karan International, elle quitte la direction de son entreprise pour ne conserver que la direction artistique ; l'entreprise appartient depuis à LVMH qui finalement la revend en 2016.

## Biographie

### Débuts
Donna Karan nait dans le Queens d'un père tailleur et d'une mère mannequin et commerciale dans la mode. Elle a trois ans quand son père meurt, sa mère se remarie, et elle emménage à Long Island. 
Dans la seconde moitié des années 1960, elle fait ses études à le Parsons The New School for Design, où elle fait la connaissance de Louis Dell’Olio. Après son mariage avec Mark Karan, elle abandonne Parsons pour entrer chez Anne Klein (en) ; elle passera finalement son diplôme fin 1987. Elle débute comme styliste sportswear, est licenciée au bout de neuf mois puis réembauchée après avoir rappelé Anne Klein. Elle devient l'adjointe de celle-ci, puis prend la direction artistique à la mort de la styliste en 1974 deux jours après avoir eu sa première fille ; elle restera dix ans dans cette entreprise, permettant à celle-ci d'évoluer positivement en cosignant les collections avec Louis Dell’Olio et en créant une seconde ligne Anne Klein II en 1982. Entretemps, elle divorcera de Mark Karan en 1976, conservant le nom. En 1983, elle se marie pour la seconde fois ; son mari, Stephen Weiss, deviendra également son associé en affaires et mourra du cancer en 2001.

### Donna Karan New York

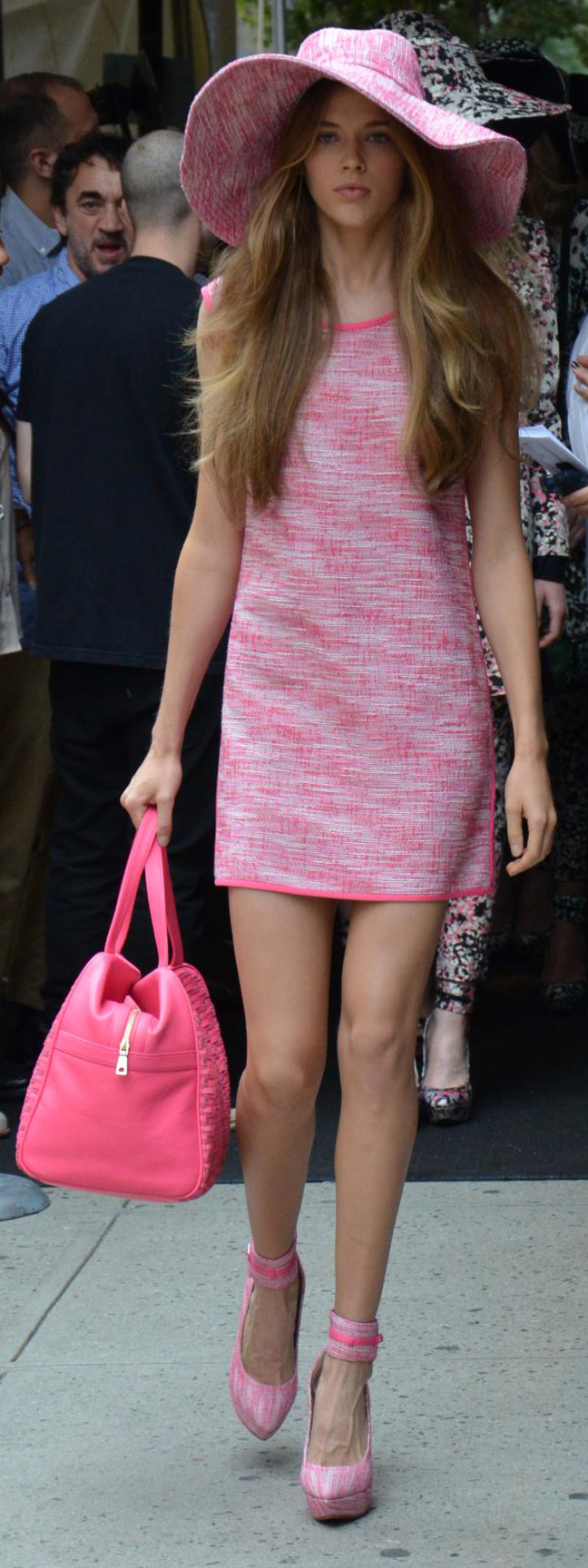
DKNY, collection été 2012

Elle fonde son entreprise avec le groupe Takihyo en 1984 en ayant la moitié des parts. En mai de l'année suivante, elle présente sa première collection sous la griffe Donna Karan New York intitulée Seven Easy Pieces. Dès cette collection, en plein courant du power dressing, elle est remarquée pour son usage du body comme pièce d'habillement, ainsi que ses ensembles sept pièces « faciles à vivre », « pratiques » (seven eazy pieces), pour les mères de famille, les femmes d'affaires,, les femmes actives de façon générale. Ses créations « commodes, fonctionnelles, interchangables » sont plus subtiles, plus sobres (à dominante noire), que ce qui se pratique parfois ces années là. « Je voulais juste simplifier les choses, simplifier la vie, simplifier la façon dont on s'habille, pour pouvoir voyager, être active, profiter de la vie… »
Deux ans après la première collection, elle crée avec Hanes la ligne de sous-vêtements Donna Karan Hosiery. Ses collections les années suivantes marquent une évolution du vestiaire féminin destiné aux femmes d'affaires, privilégiant toujours confort et fonctionnalité dans ses créations et conservant le principe des « sept pièces » à base d'éléments qui peuvent être coordonnés. Elle est souvent le propre modèle de ses créations, malgré sa taille 40 ou 42. Certaines composantes, parfois novatrices, se retrouvent comme fil conducteur de ses collections, qui à partir d'une base unique se coordonnent avec différentes pièces telles que la maille, les vestes longues, les chemisiers-body ne sortant plus de la jupe ou du pantalon, ou les ensembles monochromes noirs ou neutres… Pour la créatrice, si le body reste un élément phare des années 1980, la décennie suivante voit une prédominance de la robe dans ses collections.

### 1988,DKNY
DKNY (Donna Karan New York) est la marque créée par la styliste en septembre 1988,. Autre ligne de prêt-à-porter plus abordable que la ligne principale, visant une clientèle plus jeune, la ligne est dessinée par Jane Chung qui a travaillé dans les années précédentes avec Donna Karan avant qu'elle ne fonde son entreprise. Cette autre gamme de produits vient en complément de la collection principale Donna Karan New York. L'année suivant son lancement, cette ligne est un succès, représentant 100 millions de dollars de chiffre d'affaires annuel. Une gamme D by DKNY verra également le jour parmi d'autres.

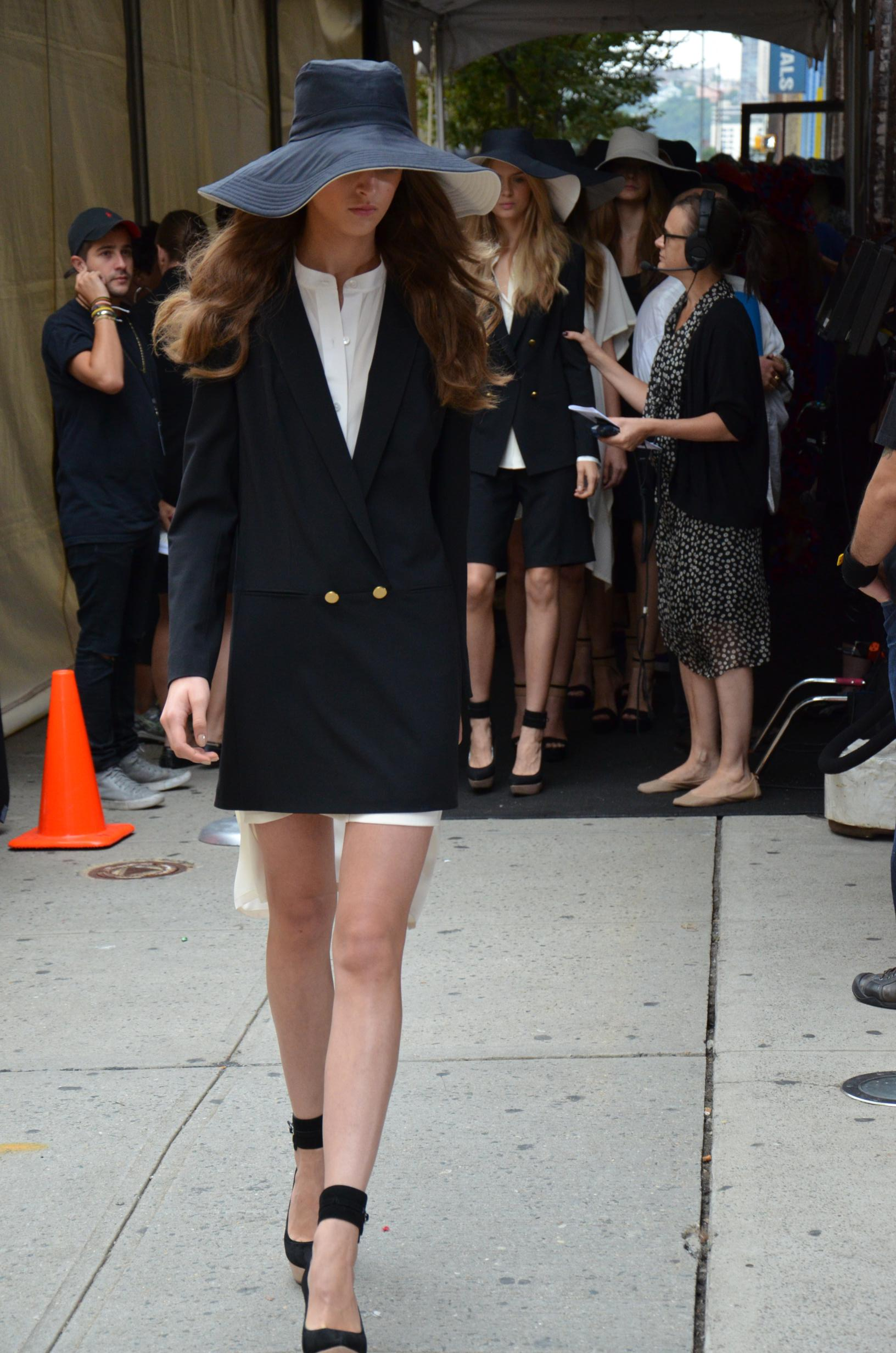
DKNY collection été 2012.

Après avoir commercialisé la ligne DKNY elle lance une collection pour homme puis un premier parfum l'année suivante. Hillary Clinton apparait dans le Vogue américain habillée en Donna Karan et également lors de l'investiture de son mari ; plus tard, ce sera Michelle Obama faisant des apparitions en Donna Karan. Les créations de la styliste feront par ailleurs plusieurs fois la couverture du Vogue américain, que ce soit portées par Stella Tennant, Nicole Kidman, Iman, Bridget Hall, Catherine Zeta-Jones, Gisele Bündchen ou Debra Messing. Outre son offre présentant une gamme de choix très large pour les femmes, la réussite de Donna Karan s'est également faite sur ses publicités. L'entreprise Donna Karan International regroupant toutes les lignes est cotée en bourse en 1996. L'année suivante, elle quitte son poste de directrice générale mais reste à la direction artistique de son entreprise. Peter Speliopoulos prend alors en charge le stylisme de la ligne Donna Karan ; il quittera l'entreprise pour revenir finalement en 2002. Entretemps en 2001, Donna Karan International et Gabrielle Studio, la société portant le prénom de sa fille et regroupant les licences Donna Karan sont cédées au groupe LVMH, pour environ 600 millions d'euros. Quelques années après, les analystes estiment qu'elle en vaut la moitié. Mais en 2016, LVMH cède Donna Karan International au groupe G-III Apparel déjà propriétaire des marques Tommy Hilfiger et Calvin Klein pour approximativement 600 millions d'euros, soit la valeur d'achat quinze ans plus tôt,.
En 2008 est lancée une collection de sacs à main, suivie d'une ligne de jeans. Donna Karan partage sa vie entre New York et Les Hamptons, villégiature des riches New-yorkais. La marque est devenue au cours des années un nom incontournable du prêt-à-porter et du sportswear américain.

### Récompenses
Elle reçoit en 1986 le « prix spécial », en 1991 le « prix du vêtement féminin », en 1993 le « prix du vêtement masculin » — première femme à en être récompensée — et en 2004 le « prix pour l'ensemble de sa carrière », par le conseil des créateurs de mode américains.